# Sant Esteve de Llitera
Sant Esteve de Llitera (oficialment en castellà, San Esteban de Litera) és una vila i municipi aragonès de la comarca de la Llitera.
El terme municipal té una àrea de 71,90 km², amb una població de 527 habitants (INE 2009) i una densitat de 7,33 hab./km². La major part del seu terme municipal s'estén a la part a la dreta de la Sosa. El municipi se situa en l'extrem sud de l'antic comtat de Ribagorça, que va pertànyer durant els segles XV i XVI als Ducs de Villahermosa fins a la seva desaparició com a comtat amb jurisdicció pròpia.

## Geografia

### Nuclis
La vila (471 m alt) se situa als contraforts de la serra de la Gessa, i el municipi inclou l'enclavament de Rocafort de Llitera i l'ermita de la Guàrdia. Pel nord limita amb els termes de Sanui i Alins i Peralta i Calassanç; per l'est amb el Campell -el llogaret abandonat de Pelegrinyó pertany al terme municipal del Campell, mentre que el llogaret abandonat de Rocafort pertany a Sant Esteve de Llitera- i Tamarit de Llitera; pel sud la partida de Binafelda de Sant Esteve limita amb el terme municipal de Binéfar i per l'oest limita amb l'Almúnia de Sant Joan i Montsó.
Sant Esteve de Llitera, eclesiàsticament, ha pertangut a la diòcesi de Lleida fins a l'última reestructuració de les diòcesis pel Vaticà en què ha passat a dependre de la nova de Barbastre-Montsó. Antigament, el cap de partit judicial va ser Tamarit de Llitera. L'estació de ferrocarril més propera ha estat Binéfar i ara, en estar tancats els seus serveis, és Montsó i la parada més propera de l'AVE es troba a Lleida. La carretera nacional més propera passa per Binéfar, que uneix Tarragona amb Sant Sebastià. Pels voltants de Binèfar està projectada l'Autovia Osca-Lleida.

## Topònim
En els documents antics apareix citat com "Sancti Stephanus" que, per evolució fonètica en època tardoromana, va donar origen a Sant Esteve. La segona part del nom fa referència a la comarca de la Llitera, a la qual pertany. La veu "Llitera", procedeix del llatí, de la paraula "lectuaria", que té a veure amb el substantiu "lectum". D'aquesta manera la veneració del primer sant del cristianisme, anomenat Esteve, va donar el nom de la població i també serví per a distingir-la de les nombroses poblacions amb la denominació de "Sant Esteve". D'ençà de temps antics es coneix en castellà com a "San Esteban de Litera" i en aquesta llengua és el seu únic nom oficial.
Sant Esteve de Llitera, és pronunciat en la parla local |santis'tebə·də·ʎi'teɾə|. En aquesta forma autòctona de pronunciació es conserva la "-i" del genitiu singular de "sanctu". Així, el nom originari, Esteve, procedeix del grec "stephanus", amb la pronunciació de la "v" labiodental del fonema "ph", que posteriorment va perdre aquest caràcter labiodental.

## Llengua
Situat en plena àrea transicional dels parlars ribagorçans catalans i aragonesos, el parlar de Sant Esteve és un parlar de frontera del català ribagorçà, on s'entrecreuen ja d'antic tot un feix d'isoglosses de l'aragonès. Este català de transició, situat a l'extrem occidental del ribagorçà, és similar al de Sanui i al de Calassanç.
El sistema vocàlic de Sant Esteve es caracteritza pel fonema /ɛ/, que té una obertura de tercer grau i timbre neutre, indefinit, així, els naturals del poble pronuncien |santis'tebə·də·ʎi'teɾə|. En canvi, el sistema consonàntic és molt semblant als sistemes de l'aragonès i del castellà, puix que perd totes les consonants sonores i presenta trets característics, com l'articulació interdental de la c no velar i de la s no sonora de certs mots no-romànics; té els mateixos fonemes del castellà, més el fonema /×s/, prepalatal fricatiu sord. També presenta la típica palatalització ribagorçana de la -L- dels grups llatins PL, BL, FL, KL..., tant en posició inicial com en interior de paraula: am|pʎ|o, |pʎ|ovide, |bʎ|anco, do|bʎ|e, |fʎ|oc, "floc", un|fʎ|ar, |kʎ|aror... En la morfologia i sintaxi hi ha molts punts d'unió entre formes aragoneses i catalanes, sota un fons original ribagorçà. El lèxic també és típicament ribagorçà.

## Història
S'han trobat restes a la Vall de Sosa, als Llops i en el Riols, que denoten els primitius poblaments. El segon jaciment està encara en fase d'investigació, malgrat que s'han trobat quantitat de materials dipositats en el Museu Provincial i a la Casa Parroquial de Binèfar.
Sabem que prop de Sant Esteve va haver-hi moltes poblacions que van desaparèixer o van ser abandonades pels seus habitants, molts dels quals van anar a residir a la vila. Aquest seria el cas del Riols (o Olriols), Vinomàs, Maimó, Rocafort, Pelegrinyó, Alcanar...
Probablement, el nom de la vila prové de la denominació del primitiu castell, dedicat al protomàrtir  Sant Esteve (Sanctus Stephanus), que avui està en ruïnes, del qual sols es conserva una torrassa.
Pres pels musulmans, igual que la resta de les viles i llocs lliterans, Sancho Ramírez el va recuperar de forma esporàdica l'any 1064 i es perdria probablement tres anys després. En el 1089 és reconquerit de nou pel mateix Sancho Ramírez i restarà inclòs dins dels límits de l'anomenat "Regne de Montsó". De nou es perdrà per les contínues incursions musulmanes, intentant recuperar-ho Pere I d'Aragó, encara que serà el seu fill Alfons I d'Aragó el que l'any 1107 posarà cèrcol a la població i també a Tamarit. Una nova algara musulmana farà que es perdi de nou per ser definitivament reconquistada per Ramon Berenguer IV el Sant entre els anys 1143 i 1149.
Al regnat de Pere IV, durant el qual Sant Esteve tornarà a adquirir un cert protagonisme en entaular aquest rei negociacions amb Maria de Portugal, vídua de Ferran d'Aragó, senyora d'Albarrasí, per dur a terme un tractat pel qual Sant Esteve i Tamarit serien lliurades a canvi del senyoriu d'Albarrasí.
Sant Esteve, segueix donant nom a la parroquial que es va edificar fora del castell, en el recinte de la població i que va ser consagrada l'any 1450. L'any 1585 en les corts de Montsó i Binèfar la guàrdia del rei Felip II d'Espanya s'albergava en la població, la qual cosa va suposar tot un esdeveniment en aquelles dates. Comptava en aquells moments la vila amb 150 veïns.
Va haver de sofrir els horrors de la guerra de 1642 i la temible pesta bubónica apareguda en el 1648, que es va perllongar vuit anys, delmant la localitat.

## Consistori municipal

### Llista d'alcaldes de Sant Esteve de Llitera
| Període   | Alcalde                   | Partit                 |  |
| --------- | ------------------------- | ---------------------- |  |
| 1979-1983 | José Isidro Meler Til     | PAR                    |  |
| 1983-1987 | José Isidro Meler Til Til | PAR                    |  |
| 1987-1991 | Enrique Latorre           | PAR                    |  |
| 1991-1995 | José Isidro Meler Til     | Partit Popular d'Aragó |  |
| 1995-1999 | Jaime de Salas            | PAR                    |  |
| 1999-2003 | José Isidro Meler Til     | PP d'Aragó             |  |
| 2003-2007 | Jaime de Salas            | PAR                    |  |
| 2007-2011 | Fernando Sabés Turmo      | PSOE d'Aragó           |  |
| 2011-2015 | Fernando Sabés Turmo      | PSOE d'Aragó           |  |

### Composició de l'Ajuntament
| Eleccions municipals |      |      |      |
| Partit               | 2003 | 2007 | 2011 |
| PSOE-Aragó           | 1    | 6    | 6    |
| PP d'Aragó           | 2    | 1    | 1    |
| CHA                  | 2    | -    |      |
| PAR                  | 2    | -    |      |
| IUA                  |      |      |      |
| Total                | 7    | 7    | 7    |

## Demografia
| 1900 | 1910 | 1930 | 1940 | 1950 | 1960 | 1970 | 1978 | 1991 | 1996 | 2001 | 2004 | 2007 | 2008 |
| ---- | ---- | ---- | ---- | ---- | ---- | ---- | ---- | ---- | ---- | ---- | ---- | ---- | ---- |
| -    | -    | -    | -    | -    | -    | -    | -    | 689  | 658  | 600  | 562  | 497  | 550  |

## Monuments

### Monuments religiosos
- Capella de Sant Roc, situada al carrer de San Roque, dins d'un edifici que antigament va ser un hospital i després covent.
- Ermita de Sant Isidre, al paratge de les Fosses.
- Església parroquial de Sant Esteve "Sancti Stephani"
- Capella de Santiago.
- Capella de la "Virgen de la Cama", situada en l'antiga Casa Laplana.
- Capella de Casa Sales, que va albergar un quadre del pintor Mengs.

### Monuments civils
- El Sifó de la Sosa (que pertany a Sant Esteve i a l'Almúnia de Sant Joan).
- El pont Perera
- La torre del Castell
- Cases dels infants: Casa Falces, Casa Raso, Casa Otto, Casa Callent...

## Muntanyes de Sant Esteve
- La serra del Castell
- La serra de Sant Salvador
- La serra de Navella
- Les Beates
- La serra del Pilaret
- La roca de l'Àguila
- La roca Foradada
- La roca de l'Elefant

## Esports
U.D. San Esteban de Litera

## Festes
- 16 d'agost - Sant Roc.
- 26 de desembre - Sant Esteve protomàrtir.